# Sonata para piano n.º 4 (Beethoven)

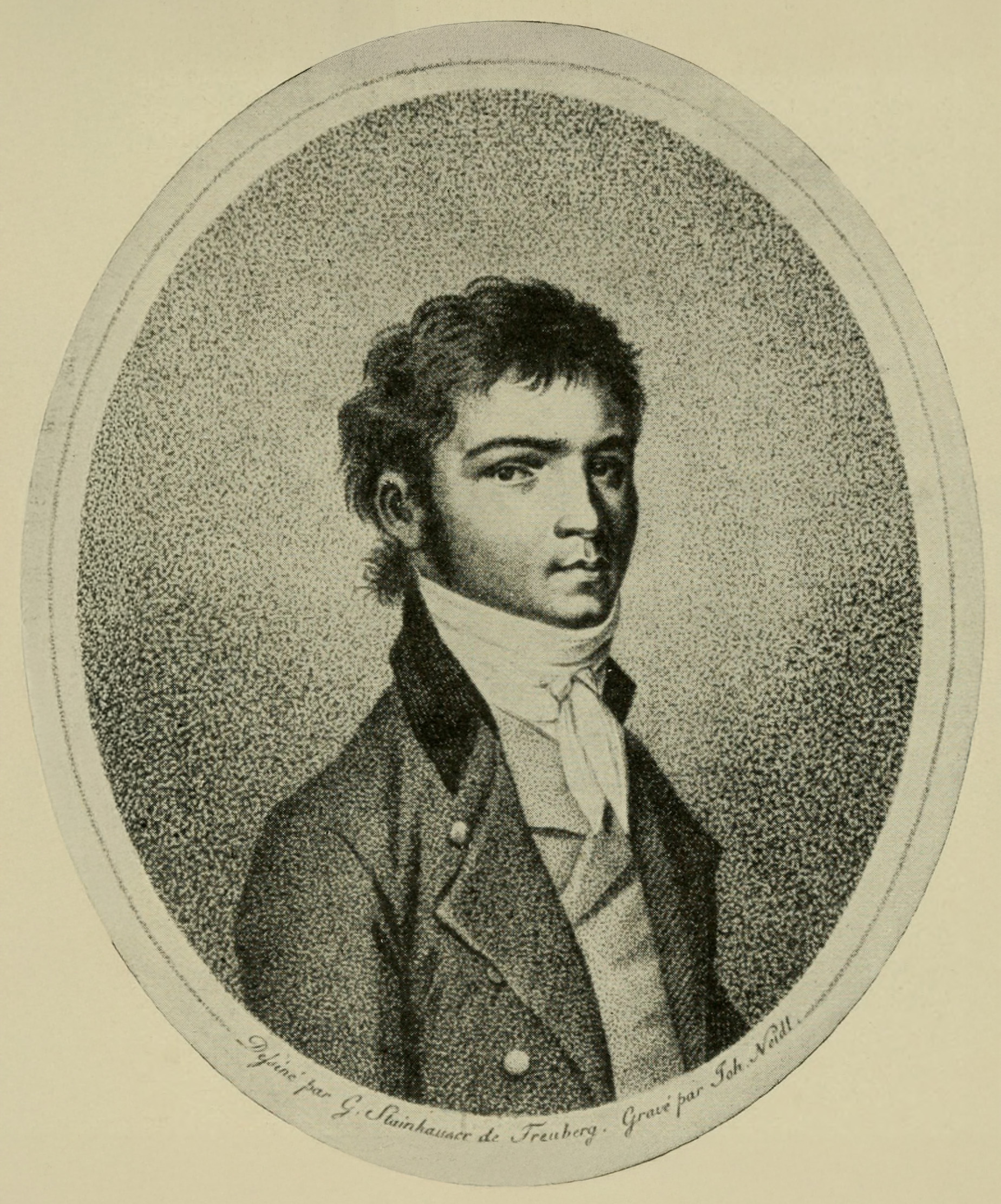
Beethoven en 1796.

La sonata para piano n.º 4 en mi bemol mayor, Op. 7 fue compuesta por Ludwig van Beethoven en noviembre de 1796. La partitura está dedicada a la condesa Anna Luisa Barbara von Keglevich.

## Historia

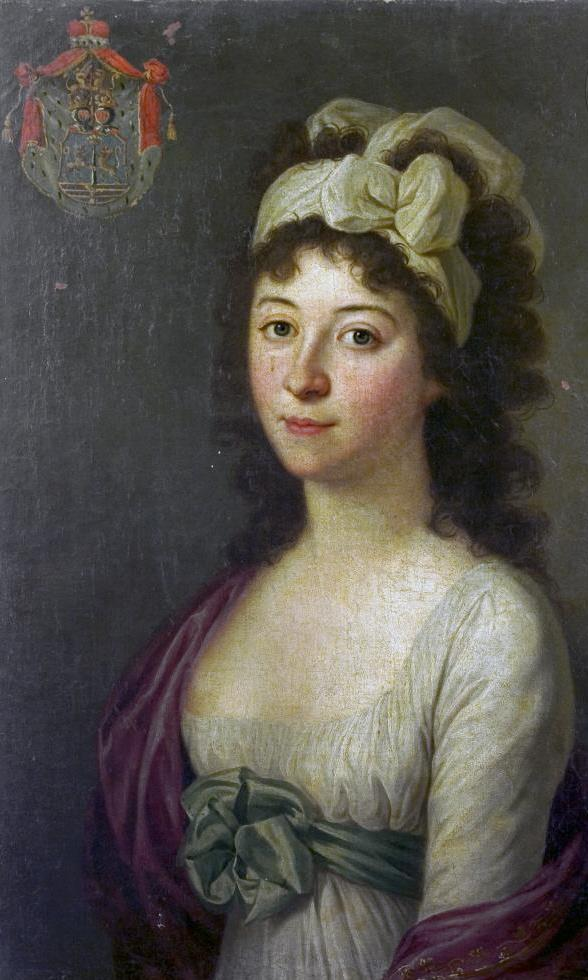
Anna Luisa, dedicataria de la pieza.

La composición de la obra tuvo lugar entre la segunda mitad de 1796 y principios de 1797 durante su visita al Palacio de Keglevich en Bratislava.
La primera publicación de esta pieza fue llevada a cabo por la editorial Artaria en 1797 en Viena, bajo el título "Grande Sonate" (Gran Sonata), que era la calificación que Beethoven daba a sus sonatas en cuatro movimientos.
La dedicatoria que figura en la partitura impresa es para la condesa Anna Luisa Barbara von Keglevich, también conocida como la princesa Fürstin Odescalchi cuando se casó o como Babette por sus amigos cercanos. Era una talentosa pianista aficionada de 17 años que era alumna de Beethoven. Este concierto es una de las cuatro obras para piano que le dedicó: el Concierto para piano n.º 1.

## Estructura y análisis
La sonata consta de cuatro movimientos:
- I. Allegro molto e con brio, en mi bemol mayor 6
8
- II. Largo, con gran espressione, en do mayor 3
4
- III. Allegro en mi bemol mayor – Trío, en mi bemol menor 3
4
- IV. Rondo. Poco allegretto e grazioso, en mi bemol menor 2
4

La interpretación de esta obra dura aproximadamente 28 minutos. Junto con la Sonata Hammerklavier, es una de las sonatas para piano más largas de Beethoven.

### I.Allegro molto e con brio
El primer movimiento, Allegro molto e con brio, está escrito en la tonalidad de mi bemol mayor, en compás de 6/8 y sigue la forma sonata. Comienza con acordes palpitantes llenos de expectación, pero rápidamente da paso a una melodía brillante y decidida que asciende y desciende por la escala; no desentonaría en una sonata de Mozart. Beethoven inserta algunos acordes bruscos para presentar el jovial segundo tema, y tiene la tendencia a aligerar repentinamente el ambiente hacia la mitad de la melodía, pero esto no es nada comparado con las temperamentales sonatas que Carl Philipp Emanuel Bach había escrito unas décadas antes. La mayoría de los elementos temáticos se asemejan mucho entre sí y son aún más difíciles de diferenciar sobre el insistente y enérgico ritmo de 6/8 de Beethoven. La sección de desarrollo hace gala de una versión fuertemente sincopada del segundo tema, para luego volver a jugar un rato con el primer tema y todo el material diverso que el compositor había incluido en la exposición. El tratamiento que hace de este tema es quizá demasiado secuencial y equilibrado para una buena sección de desarrollo, pero excesivamente libre para una recapitulación seria. Dejando esta cuestión sin resolver, concluye el movimiento.

### II.Largo, con gran espressione
El segundo movimiento, Largo, con gran espressione, está escrito en do mayor, en compás de 3/4 y sigue la forma ternaria. Es un ejemplo temprano de los movimientos lentos señoriales que Beethoven llevaría más tarde a extraordinarias cotas poéticas. El comedido tema principal llama la atención tanto por sus pausas como por la disposición de las notas; a medida que el acompañamiento se vuelve más elaborado, estas pausas dotan a la melodía de un aura de grandeza. En el transcurso del movimiento, el maestro alemán nunca pierde de vista este tema; simplemente lo varía rellenando los silencios con un tratamiento melódico más legato, incluso haciendo que el acompañamiento (que pasa de graves a agudos) sea más staccato.

### III.Allegro – Trio
El tercer movimiento, Allegro, está escrito en la tonalidad inicial, en compás de 3/4 y responde a la forma de un scherzo con trío. No se aleja demasiado del antiguo estilo minueto, aunque Beethoven, como es característico, crea una melodía llena de vacilaciones y pequeñas desviaciones del camino armónico esperado. El ambiente se vuelve más serio en la sección central del trío, pasando a mi bemol menor, pero el pasaje es demasiado breve para alterar el carácter esencialmente desenfadado del movimiento.

### IV.Rondo. Poco allegretto e grazioso
El cuarto y último movimiento, Rondo. Poco allegretto e grazioso, también retoma la tonalidad inicial, el compás es 2/4 y adopta la forma rondó. Este movimiento también se caracteriza por su ligereza. No es el tipo de final maníaco que Beethoven se permitiría más tarde, sino un suave jugueteo interrumpido por un único episodio tormentoso a un cuarto del final. Por lo demás, se trata de un rondó tranquilo cuyo tema principal y sus variantes dominan el resto del movimiento. No obstante, ofrece muchos pasajes de una atractiva dulzura, algo que rara vez se encuentra en la música de Beethoven.
En 2007 este movimiento de la sonata en particular apareció en el documental Note by Note: The Making of Steinway L1037.